# Killer (companie)
Killer este o companie procesatoare de carne din Rădăuți.
Este deținută de omul de afaceri Alexandru Șcheul și este unul dintre cei mai mari procesatori de carne din regiunea Moldovei.
Compania deține un abator la Horodnic de Sus, Suceava.
Firma are o cifră de afaceri de aproximativ 13 milioane de euro și un număr de 180 de angajați în 2013.